# Gran Premio di superbike di Monza 1998
Il Gran Premio di superbike di Monza 1998 è stata la terza prova su dodici del campionato mondiale Superbike 1998, è stato disputato il 10 maggio sul circuito di Monza e ha visto la vittoria di Colin Edwards in gara 1, lo stesso pilota si è ripetuto anche in gara 2.
La vittoria nella gara valevole per il campionato mondiale Supersport è stata invece ottenuta da Fabrizio Pirovano.
Durante le prove della classe Supersport, un grave incidente vide coinvolto Michaël Paquay che, dopo essersi toccato con Calasso, venne travolto in pieno rettilineo da Charpentier e da Di Maso. Il pilota belga morì poche ore dopo il gravissimo doppio impatto presso l'ospedale San Gerardo di Monza.

## Risultati

### Gara 1

#### Arrivati al traguardo[5]
| Pos. | Nº  | Pilota              | Squadra              | Motocicletta | Giri | Tempo     | Griglia | Punti |
| ---- | --- | ------------------- | -------------------- | ------------ | ---- | --------- | ------- | ----- |
| 1º   | 45  | Colin Edwards       | Castrol Honda        | Honda        | 18   | 32:24.648 | 3º      | 25    |
| 2º   | 111 | Aaron Slight        | Castrol Honda        | Honda        | 18   | +0:00.083 | 1º      | 20    |
| 3º   | 11  | Troy Corser         | Ducati ADVF          | Ducati       | 18   | +0:05.634 | 2º      | 16    |
| 4º   | 5   | Neil Hodgson        | Kawasaki Racing      | Kawasaki     | 18   | +0:06.096 | 7º      | 13    |
| 5º   | 7   | Pierfrancesco Chili | Ducati ADVF          | Ducati       | 18   | +0:06.147 | 5º      | 11    |
| 6º   | 2   | Carl Fogarty        | Ducati Performance   | Ducati       | 18   | +0:06.237 | 4º      | 10    |
| 7º   | 6   | Peter Goddard       | Suzuki WSB           | Suzuki       | 18   | +0:20.281 | 16º     | 9     |
| 8º   | 8   | James Whitham       | Suzuki WSB           | Suzuki       | 18   | +0:24.424 | 8º      | 8     |
| 9º   | 41  | Noriyuki Haga       | Yamaha World SBK     | Yamaha       | 18   | +0:29.318 | 15º     | 7     |
| 10º  | 35  | Gregorio Lavilla    | De Cecco Racing      | Ducati       | 18   | +0:29.538 | 9º      | 6     |
| 11º  | 48  | Andreas Meklau      | Remus Racing Austria | Ducati       | 18   | +0:29.651 | 12º     | 5     |
| 12º  | 39  | Alessandro Gramigni | Gattolone Racing     | Ducati       | 18   | +0:40.880 | 14º     | 4     |
| 13º  | 15  | Igor Jerman         | Team Bertocchi       | Kawasaki     | 18   | +1:03.283 | 13º     | 3     |
| 14º  | 19  | Lucio Pedercini     | Team Pedercini       | Ducati       | 18   | +1:12.562 | 17º     | 2     |
| 15º  | 57  | Erkka Korpiaho      | Rkm Racing           | Kawasaki     | 18   | +1:15.038 | 19º     | 1     |
| 16º  | 27  | Frédéric Protat     | FP Racing            | Honda        | 18   | +1:33.983 | 18º     |       |
| 17º  | 49  | Paolo Blora         | Tecna Racing         | Ducati       | 18   | +1:39.086 | 20º     |       |
| 18º  | 54  | Giorgio Cantalupo   | Team Garella         | Ducati       | 17   | +1 giro   | 22º     |       |
| 19º  | 21  | Jean-Marc Delétang  | Yamaha Motor France  | Yamaha       | 17   | +1 giro   | 21º     |       |
| 20º  | 50  | Jiří Mrkývka        | SBK Team JM          | Honda        | 17   | +1 giro   | 23º     |       |

#### Ritirati
| Nº | Pilota               | Squadra            | Motocicletta | Giri | Griglia |
| -- | -------------------- | ------------------ | ------------ | ---- | ------- |
| 53 | Vladimír Karban      | Karban Vladimir    | Suzuki       | 16   | 30º     |
| 44 | Scott Russell        | Yamaha World SBK   | Yamaha       | 10   | 11º     |
| 55 | Michal Bursa         | Repsol             | Kawasaki     | 10   | 26º     |
| 47 | Giovanni Valtulini   | Motopiu' Racing    | Yamaha       | 7    | 31º     |
| 9  | Piergiorgio Bontempi | Kawasaki Bertocchi | Kawasaki     | 4    | 10º     |
| 4  | Akira Yanagawa       | Kawasaki Racing    | Kawasaki     | 3    | 6º      |
| 58 | Fausto Pojer         | Carat              | Ducati       | 3    | 27º     |
| 56 | Jesus Rodriguez      | Celex-Ericsson     | Ducati       | 2    | 32º     |
| 46 | Bruno Scatola        | Scatola Bruno      | Kawasaki     | 1    | 28º     |
| 52 | Paolo Malvini        | De Cecco Racing    | Ducati       | 1    | 29º     |

### Gara 2

#### Arrivati al traguardo[6]
| Pos. | Nº | Pilota               | Squadra              | Motocicletta | Giri | Tempo     | Griglia | Punti |
| ---- | -- | -------------------- | -------------------- | ------------ | ---- | --------- | ------- | ----- |
| 1º   | 45 | Colin Edwards        | Castrol Honda        | Honda        | 18   | 32:29.458 | 3º      | 25    |
| 2º   | 2  | Carl Fogarty         | Ducati Performance   | Ducati       | 18   | +0:02.697 | 4º      | 20    |
| 3º   | 7  | Pierfrancesco Chili  | Ducati ADVF          | Ducati       | 18   | +0:04.295 | 5º      | 16    |
| 4º   | 11 | Troy Corser          | Ducati ADVF          | Ducati       | 18   | +0:10.641 | 2º      | 13    |
| 5º   | 8  | James Whitham        | Suzuki WSB           | Suzuki       | 18   | +0:18.439 | 8º      | 11    |
| 6º   | 4  | Akira Yanagawa       | Kawasaki Racing      | Kawasaki     | 18   | +0:18.464 | 6º      | 10    |
| 7º   | 5  | Neil Hodgson         | Kawasaki Racing      | Kawasaki     | 18   | +0:25.502 | 7º      | 9     |
| 8º   | 6  | Peter Goddard        | Suzuki WSB           | Suzuki       | 18   | +0:25.610 | 16º     | 8     |
| 9º   | 48 | Andreas Meklau       | Remus Racing Austria | Ducati       | 18   | +0:28.125 | 12º     | 7     |
| 10º  | 41 | Noriyuki Haga        | Yamaha World SBK     | Yamaha       | 18   | +0:28.134 | 15º     | 6     |
| 11º  | 9  | Piergiorgio Bontempi | Kawasaki Bertocchi   | Kawasaki     | 18   | +0:36.917 | 10º     | 5     |
| 12º  | 15 | Igor Jerman          | Team Bertocchi       | Kawasaki     | 18   | +0:53.692 | 13º     | 4     |
| 13º  | 39 | Alessandro Gramigni  | Gattolone Racing     | Ducati       | 18   | +0:53.864 | 14º     | 3     |
| 14º  | 19 | Lucio Pedercini      | Team Pedercini       | Ducati       | 18   | +1:12.800 | 17º     | 2     |
| 15º  | 57 | Erkka Korpiaho       | Rkm Racing           | Kawasaki     | 18   | +1:13.704 | 19º     | 1     |
| 16º  | 27 | Frédéric Protat      | FP Racing            | Honda        | 18   | +1:25.283 | 18º     |       |
| 17º  | 49 | Paolo Blora          | Tecna Racing         | Ducati       | 18   | +1:35.117 | 20º     |       |
| 18º  | 54 | Giorgio Cantalupo    | Team Garella         | Ducati       | 18   | +1:40.709 | 22º     |       |
| 19º  | 21 | Jean-Marc Delétang   | Yamaha Motor France  | Yamaha       | 18   | +1:46.113 | 21º     |       |
| 20º  | 52 | Paolo Malvini        | De Cecco Racing      | Ducati       | 17   | +1 giro   | 29º     |       |
| 21º  | 53 | Vladimír Karban      | Karban Vladimir      | Suzuki       | 17   | +1 giro   | 30º     |       |

#### Ritirati
| Nº  | Pilota             | Squadra          | Motocicletta | Giri | Griglia |
| --- | ------------------ | ---------------- | ------------ | ---- | ------- |
| 111 | Aaron Slight       | Castrol Honda    | Honda        | 17   | 1º      |
| 35  | Gregorio Lavilla   | De Cecco Racing  | Ducati       | 13   | 9º      |
| 50  | Jiří Mrkývka       | SBK Team JM      | Honda        | 13   | 23º     |
| 47  | Giovanni Valtulini | Motopiu' Racing  | Yamaha       | 7    | 31º     |
| 44  | Scott Russell      | Yamaha World SBK | Yamaha       | 0    | 11º     |
| 46  | Bruno Scatola      | Scatola Bruno    | Kawasaki     | 0    | 28º     |
| 56  | Jesus Rodriguez    | Celex-Ericsson   | Ducati       | 0    | 32º     |

### Supersport

#### Arrivati al traguardo
| Pos. | Nº | Pilota               | Squadra              | Motocicletta | Giri | Tempo     | Punti |
| ---- | -- | -------------------- | -------------------- | ------------ | ---- | --------- | ----- |
| 1º   | 8  | Fabrizio Pirovano    | Alstare Corona       | Suzuki       | 16   | 30'33.406 | 25    |
| 2º   | 18 | Cristiano Migliorati | Endoug Marchesi Cor. | Ducati       | 16   | +0.524    | 20    |
| 3º   | 2  | Vittoriano Guareschi | Yamaha Belgarda      | Yamaha       | 16   | +0.610    | 16    |
| 4º   | 5  | Massimo Meregalli    | Yamaha Belgarda      | Yamaha       | 16   | +0.674    | 13    |
| 5º   | 9  | Wilco Zeelenberg     | Yamaha Dee Cee J.RT  | Yamaha       | 16   | +1.037    | 11    |
| 6º   | 1  | Paolo Casoli         | Ducati Performance   | Ducati       | 16   | +12.439   | 10    |
| 7º   | 17 | Pere Riba            | Garella Racing       | Ducati       | 16   | +23.195   | 9     |
| 8º   | 64 | Eric Gomez           | Team Sert            | Suzuki       | 16   | +27.422   | 8     |
| 9º   | 34 | Giuseppe Fiorillo    | Suzuki Italia        | Suzuki       | 16   | +27.779   | 7     |
| 10º  | 15 | Jean-Philippe Ruggia | Bimota Tamoil        | Bimota       | 16   | +28.861   | 6     |
| 11º  | 27 | Camillo Mariottini   | Bimota Arrow         | Bimota       | 16   | +38.156   | 5     |
| 12º  | 66 | Harald Steinbauer    | Biker Box            | Kawasaki     | 16   | +38.347   | 4     |
| 13º  | 61 | Francesco Monaco     | X Racing             | Ducati       | 16   | +38.884   | 3     |
| 14º  | 25 | Christophe Cogan     | Yamaha Motor France  | Yamaha       | 16   | +38.957   | 2     |
| 15º  | 33 | Robert Ulm           | Sebring Yamaha Aus.  | Yamaha       | 16   | +45.004   | 1     |
| 16º  | 35 | Mauro Lucchiari      | De Cecco Racing      | Ducati       | 16   | +49.100   |       |
| 17º  | 56 | Thomas Körner        | LKM Kawasaki         | Kawasaki     | 16   | +49.186   |       |
| 18º  | 26 | Marc Fissette        | BKM Racing           | Yamaha       | 16   | +1'01.904 |       |
| 19º  | 62 | Matteo Colombo       | Team Spring          | Ducati       | 16   | +1'02.103 |       |

#### Ritirati
| Nº | Pilota             | Squadra              | Motocicletta | Giri |
| -- | ------------------ | -------------------- | ------------ | ---- |
| 63 | Roberto Panichi    | Team Rumi            | Honda        | 15   |
| 11 | Giovanni Bussei    | Suzuki Italy         | Suzuki       | 14   |
| 54 | Michele Gallina    | Mavi Racing          | Ducati       | 10   |
| 4  | Stéphane Chambon   | Alstare Corona       | Suzuki       | 8    |
| 3  | Yves Briguet       | Endoug Marchesi Cor. | Ducati       | 8    |
| 24 | Bernard Garcia     | II Brothers Racing   | Ducati       | 6    |
| 21 | Roberto Teneggi    | Falappa Ghelfi       | Ducati       | 6    |
| 57 | Angelo Conti       | Gimotor Sports       | Suzuki       | 2    |
| 19 | Walter Tortoroglio | Sacchi Corse         | Suzuki       | 0    |
| 22 | Stefan Nebel       | Kawasaki Junior      | Kawasaki     | 0    |
| 14 | Marco Risitano     | Kawasaki Team Italia | Kawasaki     | 0    |
| 6  | Mario Innamorati   | Kawasaki Team Italia | Kawasaki     | 0    |
| 59 | Franco Brugnara    | Team Augesco         | Suzuki       | 0    |
| 20 | Werner Daemen      | Kawasaki Belgium     | Kawasaki     | 0    |
| 58 | Antonio Calasso    | Moto Up Racing       | Honda        | 0    |